# Friedrich Heinrich Wiggers
Friedrich Heinrich Wiggers (Krempe, 15 marzo 1746 – Husum, 3 marzo 1811) è stato un botanico tedesco.

## Biografia
Wiggers si iscrisse presso l'Università di Kiel nel 1774 dove pubblicò la sua tesi Florae Primitiae holsatica, nel 1780. Conseguì il dottorato quattro anni dopo nel 1784 diventando un dottore di medicina. Si stabilì in Aabenraa in Schleswig, dove si sposò nel 1785 e divenne padre di quattro figli.